# Canton de Vauvillers
Le canton de Vauvillers est un ancien canton français situé dans le département de la Haute-Saône et la région Franche-Comté.

## Géographie
Ce canton est organisé autour de Vauvillers dans l'arrondissement de Lure. Son altitude varie de 217 m (Bourguignon-lès-Conflans) à 492 m (Ambiévillers) pour une altitude moyenne de 276 m.

## Administration

### Conseillers d'arrondissement (de 1833 à 1940)
| Période                                  | Période | Identité                     | Étiquette          | Qualité |
| ---------------------------------------- | ------- | ---------------------------- | ------------------ | --- |
| 1833                                     | 1848    | Victor Revillout (1796-1874) |                    | Médecin, propriétaire à Vauvillers                                                                          |
|                                          |         |                              |                    | |
| 1919                                     | 1925    | M. Mauguière                 | Rad.               | |
| 1925                                     | 1931    | M. Morel                     | Union républicaine | |
| 1931                                     | 1938    | Henri Jacquot                | Droite             | Cultivateur, maire de Mailleroncourt-Saint-Pancras                                                          |
| 1938                                     | 1940    | Henri Roussel                |                    | Maire de Jasney                                                                                             |
| 1940                                     |         |                              |                    | Les conseils d'arrondissement ont été suspendus par la loi du 12 octobre 1940 et n'ont jamais été réactivés |
| Les données manquantes sont à compléter. |         |                              |                    | |

### Conseillers généraux de 1833 à 2015
| Période     | Période      | Identité                           | Étiquette                                     | Qualité |
| ----------- | ------------ | ---------------------------------- | --------------------------------------------- | --- |
| 1833        | 1842         | Alexandre Perrin                   |                                               | Notaire, maire de Vauvillers |
| 1842        | 1863 (décès) | Jérôme Auguste Patret              |                                               | Maître de forges à Varigney (Dampierre-lès-Conflans) |
| 1863        | 1880         | Albert Ricot                       | Droite                                        | Maître de forges à Varigney (Dampierre-lès-Conflans) Député (1871-1877) |
| 1880        | 1880         | Amédée Perrin                      | Républicain                                   | Notaire à Vauvillers |
| 1880        | 1886         | Albert Ricot                       | Droite                                        | Maître de forges à Varigney (Dampierre-lès-Conflans) Député (1871-1877) |
| 1886        | 1897 (décès) | Joseph-Gabriel Mercier (1836-1897) | Républicain                                   | Militaire puis maître verrier- Maire de Passavant Député (1888-1897) Président du Conseil Général                                                                                       |
| 1897        | 1898         | Armand Mercier (fils du précédent) | Républicain Progressiste                      | Industriel à Passavant |
| 1898        | 1904         | Auguste Fournier                   | Rad.                                          | Médecin à Vauvillers |
| 1904        | 1910         | Marcel Nicolas                     | Conservateur                                  | Ancien officier d'artillerie, maître de forges à Varigney, Dampierre-lès-Conflans |
| 1910        | 1919         | Armand Mercier                     | Rad.                                          | Industriel à Passavant |
| 1919        | 1938 (décès) | Jules Hayaux                       | URD                                           | Professeur au Lycée Charlemagne Sénateur (1927-1936) |
| 1938        | 1940         | Henri Jacquot                      | Parti national (Entente contre le communisme) | Cultivateur Maire de Mailleroncourt-Saint-Pancras, conseiller d'arrondissement Membre de la Commission administrative départementale (1941-1943) Nommé conseiller départemental en 1943 |
|             |              |                                    |                                               | |
| 1945        | 1960 (décès) | Georges Grandhaye                  | Rad.                                          | Minotier - Maire de Selles |
| 10 mai 1960 | 1976         | André Giberton                     | Rad. puis MRG                                 | Inspecteur de l'enregistrement à Vesoul Maire de Vauvillers |
| 1976        | 2001         | Jean Reyboz (1920-2010)            | DVD puis UDF-CDS puis DVD                     | Agent supérieur du Ministère de l'Équipement Président du Conseil Général (1982-1989) Maire d'Anjeux (1971-2001) Suppléant du député Jean-Jacques Beucler (1978-1981)                   |
| 2001        | 2015         | Frédéric Laurent,                  | RPR puis UMP                                  | Professeur retraité Maire de Mailleroncourt-Saint-Pancras |

## Composition
Le canton de Vauvillers groupe 23 communes et compte 3 874 habitants (recensement de 1999 sans doubles comptes).
| Nom                          | Code Insee | Intercommunalité     | Population (dernière pop. légale) |
| ---------------------------- | ---------- | -------------------- | --------------------------------- |
| Vauvillers (chef-lieu)       | 70526      | CC de la Haute Comté | 672 (2014)                        |
| Alaincourt                   | 70010      | CC de la Haute Comté | 110 (2014)                        |
| Ambiévillers                 | 70013      | CC de la Haute Comté | 80 (2014)                         |
| Anjeux                       | 70023      | CC de la Haute Comté | 142 (2014)                        |
| Bassigney                    | 70052      | CC de la Haute Comté | 135 (2014)                        |
| Betoncourt-Saint-Pancras     | 70069      | CC de la Haute Comté | 51 (2014)                         |
| Bouligney                    | 70083      | CC de la Haute Comté | 424 (2014)                        |
| Bourguignon-lès-Conflans     | 70087      | CC Terres de Saône   | 136 (2014)                        |
| Cubry-lès-Faverney           | 70190      | CC Terres de Saône   | 167 (2014)                        |
| Cuve                         | 70194      | CC de la Haute Comté | 160 (2014)                        |
| Dampierre-lès-Conflans       | 70196      | CC de la Haute Comté | 279 (2014)                        |
| Dampvalley-Saint-Pancras     | 70200      | CC de la Haute Comté | 41 (2014)                         |
| Fontenois-la-Ville           | 70242      | CC de la Haute Comté | 139 (2014)                        |
| Girefontaine                 | 70269      | CC de la Haute Comté | 41 (2014)                         |
| Hurecourt                    | 70287      | CC de la Haute Comté | 47 (2014)                         |
| Jasney                       | 70290      | CC de la Haute Comté | 244 (2014)                        |
| Mailleroncourt-Saint-Pancras | 70323      | CC de la Haute Comté | 192 (2014)                        |
| Melincourt                   | 70338      | CC de la Haute Comté | 240 (2014)                        |
| Montdoré                     | 70360      | CC de la Haute Comté | 65 (2014)                         |
| La Pisseure                  | 70411      | CC de la Haute Comté | 36 (2014)                         |
| Plainemont                   | 70412      | CC de la Haute Comté | 73 (2014)                         |
| Pont-du-Bois                 | 70419      | CC de la Haute Comté | 110 (2014)                        |
| Selles                       | 70485      | CC de la Haute Comté | 230 (2014)                        |

## Démographie
| 1962  | 1968  | 1975  | 1982  | 1990  | 1999  | 2006  | 2011  | 2012  |
| ----- | ----- | ----- | ----- | ----- | ----- | ----- | ----- | ----- |
| 4 142 | 4 081 | 3 861 | 3 823 | 3 935 | 3 874 | 3 785 | 3 837 | 3 834 |